# Phyllodytes luteolus
Phyllodytes luteolus är en groddjursart som först beskrevs av Maximilian zu Wied-Neuwied 1824.  Phyllodytes luteolus ingår i släktet Phyllodytes och familjen lövgrodor. IUCN kategoriserar arten globalt som livskraftig. Inga underarter finns listade i Catalogue of Life.